# Антон Бузуков
Антон Славов Бузуков или Бозуков е български военен и революционер, войвода на Върховния македоно-одрински комитет и на Вътрешната македонска революционна организация.

## Биография

### Участник в Четническата акция на Македонския комитет
Антон Бузуков е роден на 14 септември 1869 година в село Кортен, Сливенско. През 1889 г. завършва Военното на Негово Княжеско Височество училище и на 18 май е произведен в чин подпоручик. Служи в Шести търновски полк и 1-ви пехотен софийски полк.
Бозуков влиза в контакт с дейци на македоно-одринското освободително движение и през лятото на 1895 година участва в Четническата акция като военен ръководител на Втора въстаническа дружина, начело със стария харамия Кочо Лютата. Дружината е в състав от 150 души и капитан Матров и поручик Антон Бузуков са нейни военни ръководители. Нейната задача е да подпомогне дружина на поручик Петър Начев в акцията ѝ при превземането на град Струмица. Дружината води бой при село Габрово.

### Деец на Върховния комитет и ВМОРО
| “ | Бай Зографовъ, Писмото Ви получихъ и крайно благодаря за съобщението. Ний много се беспокоихме за пушкитѣ, понеже струватъ скъпо. Утрѣ или други день ще Ви пиша подробно по състоянието на работата ни, а засега само ще Ви моля предайте на заслужилия войвода Кочо Лютата, който лично ще Ви донесе настоящето ми, една пушка, каквато има у Васъ. Съ нея той ще си искарва прѣхраната. Ако комитета неможе съ друго да му помогне то поне съ това. Повтарямъ материалитѣ ни сѫ готови, а пари за испращание нѣмаме засега, нъ се надѣваме въ скоро врѣме да имаме. Здравейте! Ще Ви пиша скоро и обстоятелственно. Познатия Ви А. С. Бузуковъ. 3 март 96 г. София | ” |
|   | |   |

На II македонски конгрес на 11 декември 1895 година Бузуков е приет за делегат от Татарпазарджишкото македонско дружество, като заместник на остъстващия Филип Главеев. В знак на протест към „изолирането на Македония“ от конгреса и недопускането на офицерите на конгреса на 15 декември Антон Бузуков и двамата софийски делегати Никола Наумов и Спиро Петков заявяват, че отказват да участват в избора на бъдещия комитет, и че вече са съставили нов Македонски комитет. Така в редовете на Македонската организация започва разцепление.
След провала на четата на Минчо Томов, опитала се да развие пропагандна дейност в Одринско през пролетта на 1897 година, по-късно през същата година Вътрешната македоно-одринска революционна организация със съгласието на дружество „Странджа“ изпраща нова чета, начело с капитан Стойчо Гаруфалов, в която влизат Антон Бузуков, капитан Матров, поручик Саракинов, Георги Иванов и други. Четата също се връща скоро в България без да свърши особена работа. Провалът на тези две чети кара ВМОРО да се заеме сериозно с организирането на Одринския революционен окръг.
На VI конгрес на Македонската организация през май 1899 година Бузуков е депутат от Силистренското македонско дружество. Конгресът го избира за член съветник в новия Върховен комитет заедно с Борис Сарафов, Тома Давидов, Славчо Ковачев и Георги Петров. През 1899 година като представител на ВМОК обикаля в Сярско заедно с Гоце Делчев за набиране на средства за ВМОРО.

### Доброволец в Англо-бурската война
При избухването на Англо-бурската война през октомври 1899 година, Бозуков заминава за Одеса и оттам с група руски доброволци се отправя за Южна Африка, за да се бие на страната на бурите. Пътуват през Цариград – Порт Саид – Аден – Лоренсу Маркиш. Бозуков взима участие в голямата Битка при Спион Коп на 23 – 24 януари 1900 година. На 8 февруари 1900 година цариградският вестник „Вести“ пише:
| „ | Споредъ положителнитѣ свѣдѣния на в. „Сливен“ отъ София, прѣди нѣколко деня българското правителство получило отъ прѣдсѣдателя Трансваалската република, г. Крюгеръ една благодарствена телеграма, по поводъ на едно послѣдно поражение, което нанесли на една дружина англичани само сто души боери подъ командата на българина поручикъ Бозуков. | “ |

Антон Бузуков праща кореспонденции от войната до софийския вестник „Вечерна поща“.

### Отново деец на Върховния комитет
През лятото на 1900 година заедно с Велко Думев и Тодор Кърбларов Бозуков инспектира македоно-одринските дружества в Чепино, Батак, Пещера и Брацигово, а през август – септември отново инспектира дружествата в Станимашката и Рупчоската околия.
През август 1901 година на IX македоно-одрински конгрес Бозуков отново е избран за член на Върховния комитет. През октомври 1901 година обаче престава са се явява на заседанията на комитета в знак на несъгласие със следваната от него политика. Според водача на комитета генерал Иван Цончев обаче Бузуков се е отдал на стария си порок алкохола и Цончев на няколко пъти се опитва да му въздейства чрез близкия му капитан Александър Протогеров.
Бузуков е избран за член на Върховния комитет и на Десетия македоно-одрински конгрес през лятото на 1902 година и участва в последвалото Горноджумайско въстание през есента. След въстанието официално си подава оставка от Върховния комитет в знак на несъгласие с действията на генерал Цончев по време на въстанието.

### Доброволец в Руско-японската война и пътуване в Япония
Бозуков служи като околийски началник в Белоградчик и в Карнобат. При избухването на Руско-японската война Бузуков, който тогава е околийски началник във Фердинанд, напуска службата си и заминава доброволец в Руската армия. В началото на пътеписа си „Пътьом през Япония“ Бузуков отбелязва, че по време на Октомврийския погром във Владивосток от 30 – 31 октоомври 1905 година е изгорен паспортът му, издаден от софийския градоначалник на 24 февруари/8 март 1904 година, което означава, че е заминал за Русия непосредствено след избухването на войната.
През април 1905 година софийският вестник „Мир“ пише, че според кореспонденция от град Гунджулин, Манджурия, „там се намирал поручика от българската армия Бузуков, който с оръжие в ръка внасял своята лепта на братята руси в борбата им с Япония. В продължение на два месеца той е бил в Корея с отряда на Мартинов. По-рано е водил едно доброволческо отделение от местни жители, с които е изпълнявал важни военни поръчки в Монголия“. По това време н Гунджулин действа отряд на Българския червен кръст в състава на Манджурската армия на Руската императорска армия. „Отрядът на Мартинов“ е 140-и зарайски пехотен полк, командван от полковник Евгений Иванович Мартинов (1864 - 1937).
След края на войната и подписването на Портсмутския мирен договор на 23 август/5 септември 1905 година, Бузуков пристига във Владивосток на 22 октомври/4 ноември 1905 година и оттам на път за Америка заминава за Япония, където прекарва ноември и декември 1905 година. В резултат на това пътуване в 1906 година в седмичната притурка на вестник „Дневник“ „Малък дневник“ той публикува пътеписа „Пътьом през Япония“. Бузуков пристига в пристанище Фушики на остров Хоншю на 18 ноември/1 декември 1905 година и последователно посещава градовете Фушики, Катаока, Канадзава, Киото, Осака, Кобе и Нагоя. На 16 декември 1905 година (н. ст.) вечерта Бузуков пристига в Токио, но впечатленията му от града не са описани в пътеписа му, който обхваща периода от 1 до 16 декември 1905 година. Споменава и земетресение, което е усетил в Йокохама на 26 декември 1905 година, както и посещени в градовете Шимоносеки, Моджи и Нагазаки, които вероятно е посетил след Йокохама.

### Пътуване в Съединените щати
След Младотурската революция от 1908 година Бозуков заминава за Съединените американски щати, където основава подразделения на Българските конституционни клубове, създадени в Солун. Тези клубове имат кратък живот и преустановяват съществуването си, тъй като положението в Македония и Одринско се променя и младотурското правителство променя политиката си на толериране на малцинствените партии. На 25 ноември/13 декември 1908 година в софийския „Реч“ е публикувано съобщение: „† Антонъ Бозуковъ, добрѣ извѣстниятъ на българското общество участникъ въ македонскитѣ борби, е починалъ мѫченически далеч от своята родина – въ Нова Америка. Антонъ Бозуковъ бѣ единъ високо интелегентенъ човѣкъ с широко желание да служи на всѣка права, на всѣка измѫчвана кауза. Той се бори за Македония, той се бори за Трансвалъ като волентиръ, той се бори и за Русия въ руско-японската война и напослѣдъкъ прѣди година се погнуси отъ несправедливоститѣ въ България и забегна далече – въ Америка. Прѣди 2 мѣсеца като надзиратель на работницитѣ въ една мина при една катастрофа, каквато рѣдко се помни, той загина. Антонъ Бозуковъ е оставилъ нѣколко цѣнни трудове и наблюдения отъ руско-япоснака война. Миръ на прахътъ на добрия Бозуковъ!“ Новината за смъртта на Бозуков се оказва фалшива, но съдейки по съобщението, е възможно той да е заминал за САЩ още в 1907 година.

### Деец на БНМОРО
| “ | Събранието като взе предъ видъ: 1. Че всички балкански държавици се освободиха отъ турско владичество въ името на националното си самосъзнание и обединение; 2. Че всѣка една отъ тези държавици е извоювала свободата си само съ силата на орѫжието и при въорѫженната подкрѣпа на нѣкоя външна държава; 3. Че при борбата за освобождение на Македония и Одринско тази историческа истина е била игнорирана като при създаванието на Вѫтрешната М.-О. Революционна Организация борбата е била поставена на интернационална и сепаратическа почва; 4. Че стъпила на тази погрѣшна база, Организацията си е задала и погрѣшни цѣли, като е поставила политическата формула „Македония за македонцитѣ“ за цель, а не срѣдство; 5. Че подобно криво схващание е станало причина щото между свободнитѣ българи да се образуват организации подъ формата на Върховнитѣ комитети, които схващайки целите и средствата отъ национална гледна точка, неминуемо трѣбаше да доведе до онова самоизтребление, на което бѣхме свидетели;... Реши: 1. Да се пристъпи къмъ образувание на една нова Народна М.О. Революционна организация на национална почва съ задача да извоюва Автономията на Македония и Одринско като етапъ за духовното ни и политическо обединение; 2. Организационната територия да обхване не само Турско, нъ и всички земи населени с българи и ония, гдѣто би се намерили съмишленици и 3. Да се изхвърли института „Представителство“ като безполезенъ и врѣденъ и се въведе по-голѣма централизация въ организацията. Антон Бузуков | ” |
| —А. С. Бозуковъ Д. Атанасовъ-Думбалаковъ Михаилъ Чаковъ Ст. Чолаковъ Георги Касапчето Чернопѣевъ Апостолъ Войвода | |   |

След затягането на младотурския режим в Османската империя през втората половина на 1909 година и разпускането на националните организации с новия „Закон за сдруженията“ много от бившите български революционни дейци отново се ориентират към нелегална дейност. На 4 май 1910 година в София е свикано Учредително събрание, което поставя основите на Българската народна македоно-одринска революционна организация, в която влизат предимно дейци от Солунския, Струмишкия и Серския революционен окръг. Антон Бузуков също присъства на Учредителното събрание на БНМОРО и подписва Резолюцията му заедно с Димитър Думбалаков, Михаил Чаков, Стефан Чавдаров, Георги Мучитанов, Христо Чернопеев и Апостол Петков. Бозуков заедно със струмишкия деец Христо Чернопеев застава начело на Временния комитет на Организацията, в който влизат още Тане Николов, Апостол Петков, Георги Занков и Димитър Ляпов.
БНМОРО се опитва да се изгради като единствена българска революционна структура и в Османската империя и в България и така влиза в конфликт с ВМОРО около задграничния представител Христо Матов, която благодарение на дейността на Тодор Александров се възражда в Скопския революционен окръг. В края на май Бузуков, Чернопеев, Занков, Петков и Николов се срещат с Матов във Варна. В преговорите при посредничеството на Христо Коцев и Христо Цветков двете страни констатират, че нямат принципни различия за целта, средствата и задачите. На 26 май от Варна представителите на БНМОРО предлагат на Задграничното представителство проект за обединение, който гласи, че няма никакви действащи органи на старата Организация има само бивши нейни дейци, които трябва да започнат възстановяването ѝ на равни начала. Проектът е отхвърлен от Матов.

### Войник във войните за национално обединение
По време на Балканската война 1912 – 1913 година е командир на 6-а охридска дружина на Македоно-одринското опълчение. Награден е с кръст „За храброст“ IV степен.
Участва като офицер и в Първата световна война.

### Последни години
След войната гравитира около дейците на Временното представителство на бившата ВМОРО. В началото на 20-те години съдейства на Вътрешната тракийска революционна организация в Малкотърновско.
Към 1924 година Бузуков е околийски началник в Шех Джумая. На 22 юни 1924 година в селото за пръв път е открито читалище, като един от най-активните пропагандатори и инициатори за неговото основаване е Бузуков, който е избран за почетен председател на читалището.
Антон Бузуков умира на 18 ноември 1924 година.

## Военни звания
- Подпоручик (18 май 1889)
- Поручик (2 август 1892)
- Капитан (14 юли 1913)
- Майор (8 февруари 1920)